# Ruumissaari (ö i Birkaland, Nordvästra Birkaland)
Ruumissaari är en ö i Finland. Den ligger i sjön Riuttasjärvi och i kommunen Parkano i den ekonomiska regionen  Nordvästra Birkalands ekonomiska region  och landskapet Birkaland, i den sydvästra delen av landet, 230 km norr om huvudstaden Helsingfors. Öns area är 0,3 hektar och dess största längd är 60 meter i öst-västlig riktning.